# Beaussais-sur-Mer
Beaussais-sur-Mer ([bosɛ syʁ mɛʁ]; bret. Bosez-Poudour) – gmina we Francji, w regionie Bretania, w departamencie Côtes-d’Armor. W 2013 roku liczba ludności wynosiła 3352 mieszkańców. 
Gmina została utworzona 1 stycznia 2017 roku z połączenia trzech ówczesnych gmin: Plessix-Balisson, Ploubalay oraz Trégon. Siedzibą gminy została miejscowość Ploubalay.